# Interpretação de von Neumann-Wigner
A Interpretação de von Neumann-Wigner é uma das teorias, em mecânica quântica, na qual as observações por um ser consciente são responsáveis pelo colapso da função de onda. Esta é uma tentativa de solucionar o paradoxo do amigo de Wigner estabelecendo-se que o colapso é ocasionado pelo primeiro observador consciente. 
Em seu livro de 1932, The Mathematical Foundations of Quantum Mechanics, John von Neumann argumentou que a matemática da mecânica quântica permite que o colapso da função de onda ocorra em qualquer posição na cadeia causal, desde o dispositivo de medição até a "percepção subjetiva" do observador humano. Em 1939, Fritz London e Edmond Bauer defenderam a última fronteira (consciência). Na década de 1960, Eugene Wigner reformulou o enunciado do "gato de Schrödinger" como "amigo de Wigner" e propôs que a consciência de um observador é a linha de demarcação que precipita o colapso da função de onda, independente de qualquer interpretação realista. Postula-se que a mente não é física e é o único verdadeiro aparelho de medição.
Esta interpretação foi resumida assim:

As regras da mecânica quântica estão corretas, mas só existe um sistema que pode ser tratado com a mecânica quântica, nomeadamente o mundo material inteiro. Existem observadores externos que não podem ser tratados dentro da mecânica quântica, especificamente mentes humanas (e talvez animais), que realizam medições no cérebro causando o colapso da função de onda.

Henry Stapp defendeu o conceito da seguinte forma:

Do ponto de vista da matemática da teoria quântica, não faz sentido tratar um dispositivo de medição como intrinsecamente diferente da coleção de constituintes atômicos que o compõem. Um dispositivo é apenas outra parte do universo físico... Além disso, os pensamentos conscientes de um observador humano devem estar causalmente conectados de forma mais direta e imediata com o que está acontecendo em seu cérebro, e não com o que está acontecendo em algum dispositivo de medição... Nossos corpos e cérebros tornam-se assim (...) partes do universo físico descrito mecanicamente quântica. Tratar todo o universo físico desta forma unificada fornece uma base teórica conceitualmente simples e logicamente coerente.